# Traryd-Hinneryds pastorat
Traryd-Hinneryds pastorat är ett pastorat i Allbo-Sunnerbo kontrakt i stiftet Växjö stift i Svenska kyrkan.
Pastoratskoden är 060302.
Pastoratet omfattar sedan 1962 följande församlingar:
- Traryds församling
- Hinneryds församling